# تولیسزکو
تولیسزکو (به لاتین: Tuliszków) یک شهر و گمینا در لهستان است که در گمینا تولیشکوو واقع شده‌است. تولیسزکو ۷٫۰۴ کیلومتر مربع مساحت و ۳٬۳۹۳ نفر جمعیت دارد.